# Tunamar
Tunamar foi um navio japonês fabricado em 1973 e que ficou mais conhecido no Brasil pelo seu nome posterior, Solana Star (seu nome original era Foo Lang III).

## História
Em 1987 o então Solana Star, vindo da Austrália em direção aos Estados Unidos, traficando 22 toneladas de maconha enlatada, teve que ir à costa brasileira para fazer reparos. Temendo serem abordados pela Marinha Brasileira, em 13 de setembro os tripulantes jogaram ao mar a carga de maconha. Das 22 toneladas a polícia só conseguiu apreender 3,5 t, fazendo com que o resto das latas ficasse à deriva no mar.
Muitas dessas latas acabaram sendo levadas pela correnteza inicialmente às praias de São Paulo e posteriormente às do Rio de Janeiro, fazendo com que o período em que isso aconteceu ficasse conhecido como “o verão da lata” (1987/1988). O episódio ficou conhecido em todo o Brasil e a banda do baixista Renato Rocha, ex-parceiro da Legião Urbana,  chegou a ser batizada como “Solana Star”.
O navio foi apreendido e depois foi leiloado; após este leilão teve seu nome mudado e passou a se chamar Charles Henri. No final da sua existência, ele foi convertido em navio pesqueiro de atum e recebeu um outro novo nome, o seu nome final, Tunamar. Ele acabou afundando em Arraial do Cabo, a leste da Ilha de Cabo Frio, em sua viagem inaugural de Niterói a Santa Catarina em 11 de outubro de 1994, durante um desvio que teve fazer para o rumo norte devido às más condições do tempo. Os seus destroços estão a uma profundidade média de 61,5 metros. Vinte e dois tripulantes sobreviveram, outros dois morreram e nove ficaram desaparecidos no interior do navio. 
A história do navio foi contada no livro Verão da Lata de autoria do jornalista Wilson Aquino.